# Victor White
Victor White (* 4. Februar 1997 in Schweden) ist ein ehemaliger schwedisch-barbadischer Freestyle-Skier.

## Biografie
White wurde als Sohn eines barbadischen Vaters und einer finnischen Mutter in Schweden geboren. Mit 11 Jahren entdeckte er seine Leidenschaft für den Skisport. Sein internationales Renndebüt gab er bei einem FIS-Wettbewerb in Vännäs am 20. Januar 2013, damals noch für den schwedischen Skiverband.
Im Frühjahr 2016 wechselte White zum barbadischen Skiverband. Am 25. Februar 2017 erreichte er als erster barbadischer Wintersportler einen Podestplatz bei einem FIS-Wettkampf. Sein erstes internationales Großereignis bestritt er bereits für diesen bei den Snowboard-Weltmeisterschaften in der Sierra Nevada. Dort erreichte er im Slopestyle den 43. Platz. Im darauffolgenden Winter versuchte er sich für die Olympischen Winterspiele in Pyeongchang zu qualifizieren, was jedoch aufgrund eines Kreuzbandrisses nicht gelang. Zuvor hatte er am 18. November 2017 als erster barbadischer Wintersportler Weltcuppunkte bei einem Wettkampf der FIS gewonnen. Beim Big-Air Weltcup in Mailand belegte er den 30. Platz.
Sein bestes Ergebnis bei einem internationalen Großereignis erzielte White 2019 bei den Weltmeisterschaften in Park City, Utah mit Platz 31 im Big Air.
Zwei Wochen später gelang ihm mit Rang zwei beim Europacup im Skigebiet Kotelnica sein erster Podestplatz bei einer kontinentalen Rennserie.
Im April 2020 beendete White aus gesundheitlichen Gründen seine sportliche Karriere. Nach seiner aktiven Laufbahn studierte White an der Handelshochschule Stockholm.

## Erfolge

### Weltmeisterschaften
- Sierra Nevada 2017: 43. Slopestyle
- Park City 2019: 31. Big Air

### Weltcup
- Eine Platzierung unter den besten 30

### Europacup
- 3 Platzierungen unter den besten 30, davon ein Podestplatz

### Weitere Erfolge
- Ein Podestplatz bei einem FIS-Wettbewerb